# لاچی
لاچی (به لاتین: Laç) یک شهر در آلبانی است که در ناحیه کوربین واقع شده‌است.